# Novica
Novica je moško osebno ime.

## Izvor imena
Ime Novica je različica moškega osebnega imena Novak.

## Pogostost imena
Po podatkih Statističnega urada Republike Slovenije je bilo na dan 31. decembra 2007 v Sloveniji število moških oseb z imenom Novica: 112.

## Osebni praznik
Osebe z imenom Novica lahko godujejo takrat kot osebe z imenom Novak.